# 多果鸡爪草
多果鸡爪草（学名：Calathodes polycarpa）为毛茛科鸡爪草属下的一个种。